# Широкоугольный конвертер
Широкоуго́льный конве́ртер — афокальная оптическая система с угловым увеличением меньше единицы, используемая в качестве насадки на вариообъектив. Предназначена для смещения диапазона его фокусных расстояний в более широкоугольную область. Размещается перед основным объективом и закрепляется на нём резьбой или байонетным соединением.

## Область применения
В настоящее время широкоугольные конвертеры используются, главным образом, с псевдозеркальными фотоаппаратами и видеокамерами с несменным вариообъективом. Кроме того, такие конвертеры нашли применение на телевидении со сменными объективами профессиональных телекамер, смещая диапазон фокусных расстояний в более короткофокусную область. Такое решение позволяет более эффективно использовать дорогостоящую оптику, приспосабливая её для работы в тесных помещениях и других ситуациях, требующих широких углов поля зрения.
Широкоугольный конвертер состоит из двух компонентов, передний из которых отрицательный, а задний — положительный. Коэффициент телеувеличения, определяющий изменение фокусных расстояний, всегда меньше единицы и обычно находится в диапазоне 0,7—0,85×. Конвертеры увеличивают глубину резко изображаемого пространства, а светосилу объектива оставляют неизменной. При этом разрешающая способность полученной оптической системы ниже, чем у одного объектива, поскольку насадка привносит собственные аберрации.

### Редуктор фокуса
К широкоугольным конвертерам можно отнести устройства под названием редуктор фокуса, также известный как телекомпрессор. От обычного широкоугольного конвертера отличается тем, что располагается между объективом и камерой и, вместо увеличения угла его поля зрения, уменьшает угол изображения. Это приводит к уменьшению поля изображения объектива и позволяет более эффективно использовать его с кадром меньшего размера. В результате поле зрения объектива с таким конвертером на уменьшенном кадровом окне незначительно отличается от даваемого на «родном» формате без конвертера. Принцип действия широкоугольного конвертера аналогичен телеконвертеру, но даёт обратный эффект, одинаковый для всех объективов. Патент на такое устройство получен Элланом Любошезом (фр. Ellan Luboshez) в 1932 году.
С недавнего времени редукторы фокуса получили распространение в фотографии и видеографии, позволяя использовать киносъёмочные и «полнокадровые» фотообъективы на цифровых фотоаппаратах с уменьшенной матрицей без значительных потерь поля зрения. При точном подборе коэффициента телеувеличения конвертера, кроп-фактор матрицы приближается к единице. Благодаря особенностям оптического устройства, разрешающая способность объектива, используемого совместно с широкоугольным конвертером не падает, а возрастает. Одновременно увеличивается светосила объектива за счёт меньшей площади, на которой распределяется проходящий свет.
Наиболее часто встречаются фоторедукторы с коэффициентом телеувеличения 0,71×—0,72×. Так полнокадровый объектив с фокусным расстоянием 50 мм на камере с кроп-фактором 2 даст изображение, эквивалентное телеобъективу с фокусным расстоянием 100 мм. Использование редуктора фокуса на той же камере позволяет получить изображение, эквивалентное 85-86 мм.
Одним из первых производителей таких устройств под брендом «Speed Booster» считается компания Metabones. Её конвертеры позволяют использовать «полнокадровую» фотооптику на беззеркальных фотоаппаратах с матрицей размера APS-C без изменения поля зрения объектива. Светосила любых объективов при этом возрастает на 1 ступень, что и отражено в названии. Глубина резкости объектива с таким конвертером не изменяется. Одновременно эти конвертеры служат в качестве адаптера, предназначенного для стыковки аппаратуры и оптики с разными байонетами. В настоящее время в Азии существует несколько оптических компаний, занимающихся производством аналогичных устройств:
- RJ Camera,
- Shanghai Transvision Photographic Equipment Co.,Ltd (выпускает продукцию под брэндом Kipon),
- Shenyang Zhongyi Optical and Electronic Company (выпускающая продукцию на западном рынке под брэндом Mitakon),
- а также множество частных оптико-механических предприятий.

Недостатки устройств такого класса заключаются в замедленной работе автофокуса, а также не всегда корректных балансе белого и автоматическом управлении экспозицией. Кроме того, у некоторых объективов значительно падает качество изображения в углах, а программная коррекция дисторсии неработоспособна.
Аналогичный принцип действия имеют конвертеры, встраиваемые в вариообъективы двухформатных профессиональных видеокамер, и предназначенные для компенсации поля зрения при переключении между различными соотношениями сторон кадра. Стандартная кратность такого конвертера, вдвигаемого за объектив, составляет 0,82×, позволяя более эффективно использовать поле изображения при переходе с кадра 16:9 на 4:3.

## Широкоугольная насадка

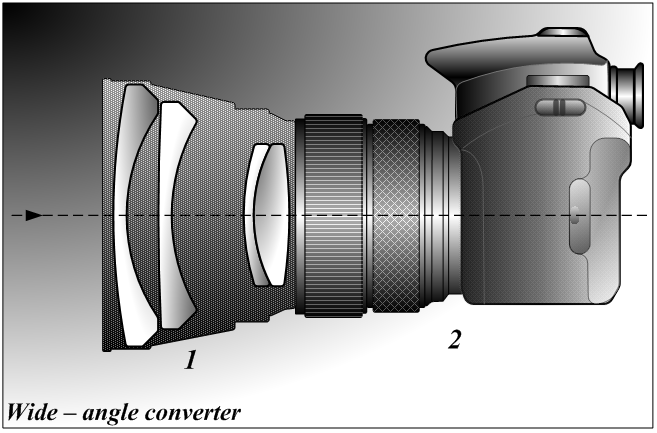
1 — широкоугольная насадка
2 — объектив

В отличие от широкоугольного конвертера широкоугольной насадкой принято называть упрощённую афокальную систему, предназначенную для установки перед объективом с постоянным фокусным расстоянием. Основная цель такой насадки — увеличить угол поля зрения объектива без изменения его фокусного расстояния. 
Первые упоминания устройств этого типа встречаются в первой половине XX века. Изначально они разрабатывались для применения с любительской астрономической техникой, в первую очередь для фотографирования звёздного неба — насадка позволяла владельцу делать снимки с большим охватом небосвода. Широкоугольные насадки штатно использовались в некоторых любительских кинокамерах (например, «Нева-2» и «Экран-3»), располагаясь на револьверной головке одновременно с теленасадкой. При этом использовался один объектив с фиксированным фокусным расстоянием, угол поля зрения которого менялся насадками с кратностью 0,5×; 1,0× и 2,0×.
На телевидении нашли применение насадки типа «рыбий глаз», дающие соответствующий характер изображения. При этом, в отличие от конвертеров, допускающих работу вариообъектива во всём диапазоне фокусных расстояний, насадка работоспособна только на конкретном (чаще всего — минимальном) фокусном расстоянии и в режиме «макро». Аналогичное устройство и назначение у широкоугольных насадок, выпускающихся для камерафонов. Некоторые насадки выполняются разборными, со снятым передним компонентом трансформируясь в насадочную линзу.
Оптические характеристики широкоугольных насадок исчерпывающе характеризуются телеувеличением (кратностью), которое всегда меньше единицы. Например, объектив с фокусным расстоянием 50 мм с насадкой 0,7× охватывает поле зрения, эквивалентное объективу 35 мм. Широкоугольная насадка неизбежно снижает резкость объектива, привнося в общую оптическую систему собственные аберрации. Светосила объектива при этом не изменяется, а глубина резкости возрастает.